# 复合TCP
复合TCP（英語：Compound TCP，简称CTCP）是微软自Windows Vista及Window Server 2008开始在TCP栈中引入的一个算法。它旨在积极调整发送方的拥塞窗口，以在不损害公平原则的基础上（HSTCP同样遵循）优化TCP对高带宽时延积连接的表现。该方案还可在Linux、Windows XP以及Windows Server 2003上使用。

## 操作原理
类似FAST TCP和TCP Vegas，复合TCP采用估算排队延迟来度量拥塞；如果排队延迟小，则假设链路上没有拥塞，并迅速增加其速率。但不同于FAST和Vegas，它不追求维护恒定数量的数据包队列。
复合TCP维护两个拥塞窗口：一个常规的AIMD窗口，以及一个基于延迟的窗口。最终实际使用的滑动窗口大小是这两个窗口的和。AIMD窗口与TCP Reno的增加方式相同。如果延迟小，基于延迟的窗口将迅速增加以提高网络的利用率。一旦经历了排队，延迟窗口将逐渐减小以补偿增加的AIMD窗口。这样的目的是保持两者的总和大致恒定，使算法估计带宽时延积的路径。具体来说，当检测到排队时，基于时延的窗口因估计的队列大小而减少，以避免FAST和Vegas报告的“持续拥塞”。因此，不同于TCP-Illinois及其前身TCP Africa，复合TCP可以减少其窗口以避免响应延迟。这增加了它对于Reno的公平性。

## 支持平台

### Windows 2003和XP x64
有一个热修复补丁可以为64位Windows XP和Windows Server 2003添加CTCP支持。
将下列注册表键设为1则为启用，设为0则为禁用：
```
HKEY_LOCAL_MACHINE\SYSTEM\CurrentControlSet\Services\Tcpip\Parameters\TCPCongestionControl
```

### Windows Vista/2008/7
CTCP在Beta版的Windows Server 2008中被默认启用，在Windows Vista和7上被默认禁用。 
可以使用下列命令启用CTCP：
```
netsh interface tcp set global congestionprovider=ctcp 
```

下列命令禁用CTCP：
```
netsh interface tcp set global congestionprovider=none
```

显示当前的CTCP设置：
```
netsh interface tcp show global
```

“附加拥塞控制提供程序”（Add-On Congestion Control Provider）参数为“none”表示CTCP已禁用，为“ctcp”表示它已启用。

### Windows 8 / 8.1
Windows 8/8.1需使用PowerShell命令（见 https://web.archive.org/web/20131029184023/http://technet.microsoft.com/en-us/library/hh826132.aspx）修改拥塞控制算法。

### Linux
除了Windows支持，CTCP还被Angelo P. Castellani移植到了Linux。Caltech开发的一个补丁包含了CTCP's TUning By Emulation (TUBE)。此补丁由于软件专利而仅供研究人员使用。该模块已不兼容内核2.6.17及以上版本，将由于内核API变更而编译失败。